# SN 2007ov
SN 2007ov – supernowa typu Ia odkryta 12 października 2007 roku w galaktyce A024108+0008. W momencie odkrycia miała maksymalną jasność 22,30m.